# 목교

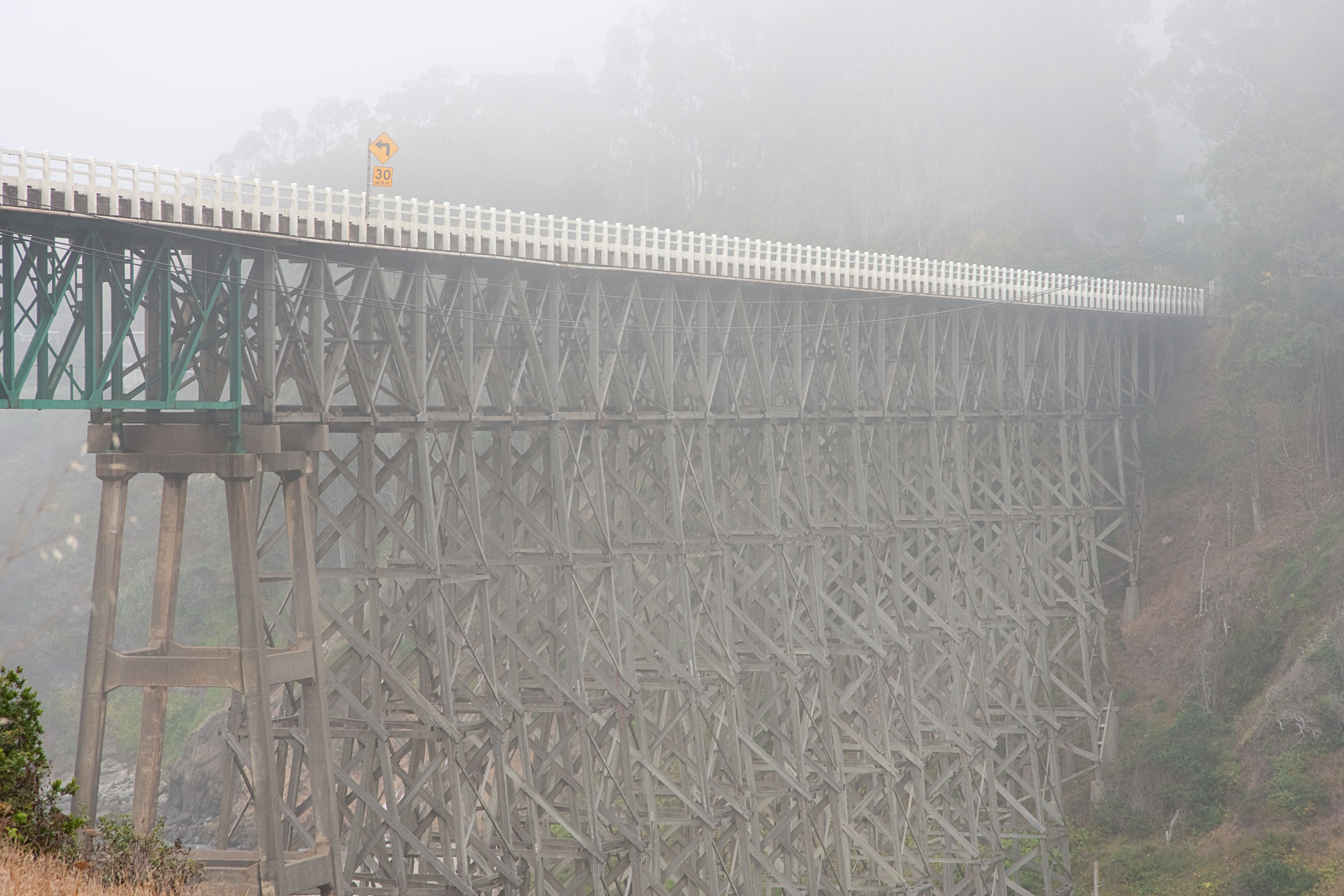

목교(木橋)는 목재를 사용하여 가설한 교량을 말한다.

## 사용 재료
목재는 근대적인 재료가 사용되기 전에는 석재와 더불어 교량의 주재료였으나 현재는 거의 사용되지 않고 있다. 간혹 관광지에 미관을 위해 건설하는 경우가 있다. 20세기 초중반까지 적절한 보강을 통한 목교가 서구에 많이 건설되었으나 차량의 대형화와 더불어 점차 사용이 감소하였다.

## 목교의 특징
내하력과 내구년한이 짧고, 불에 약하기 때문에 개소수가 적다. 차량통행용 목조교량은 미국이나 일본에서는 보편화돼 있고 유럽에서 특히 많이 활용되고 있지만 아직 우리나라에서는 한 군데도 없다. 하지만 최근 산림과학원에서 국산 리기다소나무 구조용집성재 105m3로 만든 지간 30m의 2차선(폭 8.7m) 규모로 고속도로에도 적용가능한 1등교(DB-24)를 시험 제작하여 활용도가 높아질 것으로 예상된다.

## 주요교량
크린트 이스트우드와 메릴 스트립이 주연한 《메디슨 카운티의 다리》라는 영화에 등장하는 다리가 대표적인 목교이다.
1. ↑  차량통행용 목조교량 국내 최초로 놓인다,리기다소나무로 고속도로서도 사용가능한 1등교 만들어